# 凌星行星及原行星小望遠鏡

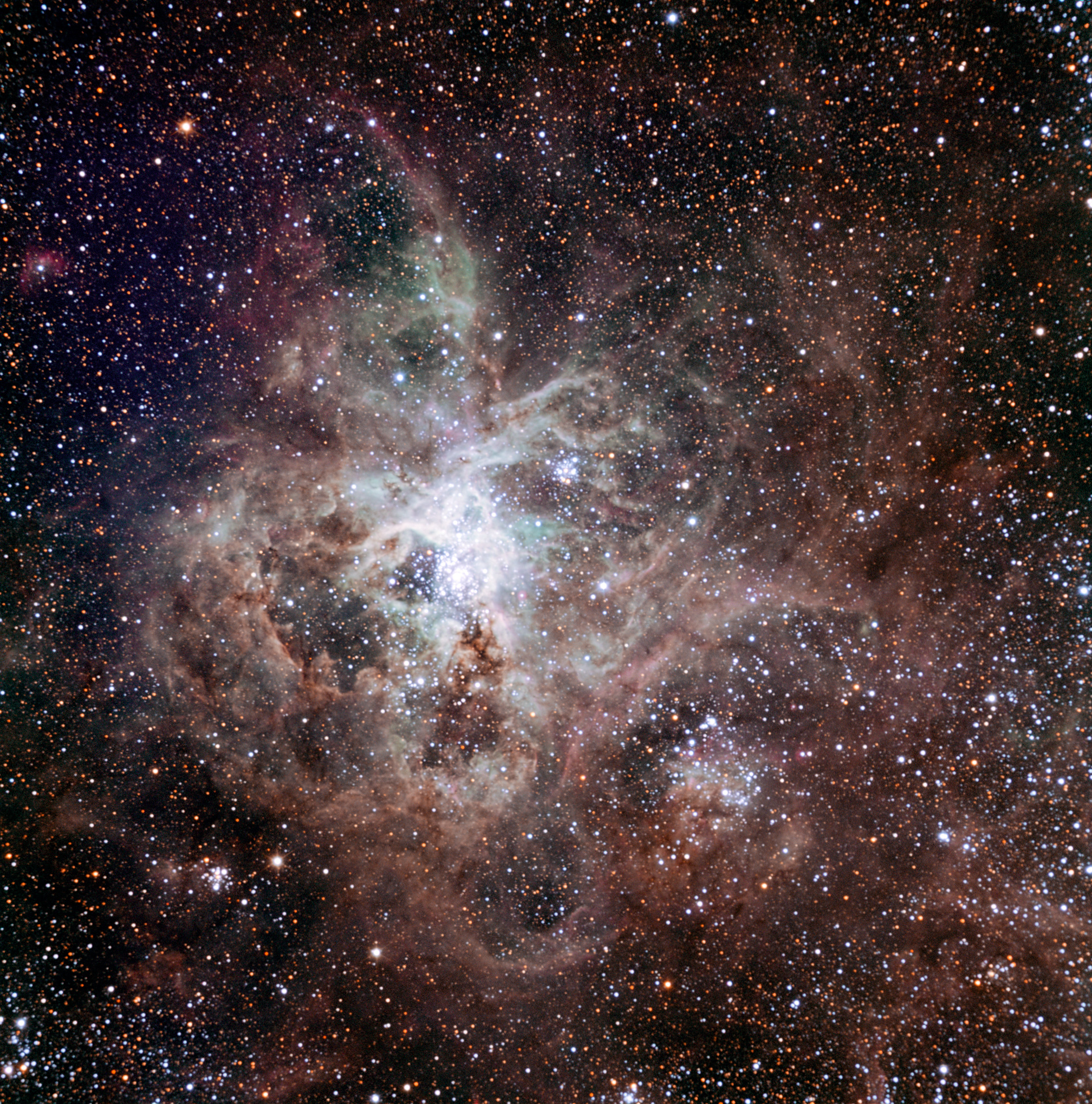
TRAPPIST於2010年拍攝的首張影像，本圖是蜘蛛星雲。

凌星行星及原行星小望遠鏡（TRAnsiting Planets and PlanetesImals Small Telescope，TRAPPIST）是一個由比利時操作，設在智利的機器人望遠鏡，於2010年啟用，它的縮寫TRAPPIST是要向產在比利時的修道院啤酒致敬。

## 簡介
TRAPPIST位於智利拉西拉天文台的所在的高山上，但它是由比利時列日的人員操作的自動化望遠鏡。
TRAPPIST的口徑是0.6公尺，並且使用已停用的瑞士T70望遠鏡圓頂。該望遠鏡是比利時列日大學、瑞士日內瓦天文台等單位聯合運作，主要是觀測彗星和尋找系外行星之用。
2010年11月它是少數觀測到阋神星掩星的望遠鏡，並發現阋神星體積可能小於冥王星。

## 外部連結
- Official TRAPPIST website（页面存档备份，存于）